# Самуил га-Катан
Самуил га-Катан или Шмуэль ха-Катан (ивр. שמואל הקטן‎; первая половина II века) — вавилонский танна второго поколения. Прозвище Катан («Малый») толкуется либо как эпитет, данный ему за особую скромность, либо как намёк на то, что он лишь немногим стоял ниже пророка Самуила. Возможно также, что это прозвище было присвоено Самуилу после его смерти ввиду того, что он умер молодым.

## Жизнеописание
Был настолько скромен, что однажды, когда на собрании по поводу вопроса ο добавочном месяце, чтобы сделать год високосным, оказался лишний человек, и наси (председатель) обратился к присутствующим с вопросом «кто из вас здесь лишний?», Самуэль сказал: «Я, я вошел сюда без приглашения».
Известен, главным образом, благодаря Биркат ха-миним, проклинающего иудеохристиан, который он составил по желанию Гамлиэля II и который включён в молитву «Шемоне-Эсре» палестинской традиции и молитву «Амида» вавилонской традиции.
Ему принадлежит печальное прорицание на смертном одре: «Симон и Исмаиль подвергнутся мечу, a их товарищи будут преданы смерти, народ будет ограблен, его ожидают жестокие преследования».

## Учение
Галах от него не сохранилось. Из его агад авторы ЕЭБЕ отмечают в «Кохелет Рабба» к Екк. 7:15 и в Мидраш к Пс. 93:15.
По мнению Якова Брюлля, он впервые ввёл выражение «Владыка мира» (רבונו של עולם‎) в обращении к Богу, дабы не произносить имени Бога.